# Ruggero Cini
Ruggero Cini (Scandicci, 30 novembre 1933 – Roma, 8 aprile 1981) è stato un compositore, arrangiatore e direttore d'orchestra italiano.

## Biografia
Dopo gli studi al conservatorio di Firenze, Cini si trasferisce a Roma, dove viene assunto alla RCA Italiana come arrangiatore e direttore d'orchestra; il suo primo lavoro è con Luigi Tenco, per il quale arrangia Vedrai vedrai. 
Presto inizia a comporre, e la sua Bisogna saper perdere partecipa al Festival di Sanremo 1967, interpretata da The Rokes e Lucio Dalla. 
Tra gli anni sessanta e anni settanta collabora con vari interpreti italiani di musica leggera, da Patty Pravo (per cui scrive la musica del suo successo del 1968 La bambola) a Claudio Baglioni.
Negli anni settanta segue le produzioni discografiche di molti giovani cantautori della RCA, come ad esempio Stefano Rosso, e realizza un particolare sodalizio artistico con Renato Zero: di quest'ultimo cura infatti la produzione e gli arrangiamenti in Trapezio (1976), Zerofobia (1977), Zerolandia (1978) e, insieme a Piero Pintucci, Tregua (1980) dove interviene anche vocalmente come improbabile e simpatica 'mamma - cantante' nel brano Profumi, Balocchi & Maritozzi. 
Il suo ultimo lavoro è il Qdisc Complicità (1981) interpretato da Farida e prodotto dallo stesso Renato Zero. Muore prematuramente a Roma nel 1981.

## Arrangiamenti
- 1962 - Luigi Tenco per Luigi Tenco [6]
- 1966 - Io non ci sarò (nell'album 1999) per Lucio Dalla
- 1966 - Questa sera come sempre (45 giri) per Lucio Dalla
- 1967 - Bisogna saper perdere (45 giri) per Lucio Dalla
- 1967 - 3 Supermen a Tokio per Bitto Albertini
- 1968 - Chimera/Una sola verità (45 giri) per Gianni Morandi
- 1969 - Un soldato per Domenico Modugno (canzone pubblicata solo nel 1997)
- 1970 - Sylvie e Orfeo bianco (nell'album Terra di Gaibola) per Lucio Dalla
- 1970 - Claudio Baglioni per Claudio Baglioni
- 1971 - 4/3/1943 e Il gigante e la bambina (nell'album Storie di casa mia) per Lucio Dalla
- 1971 - Ti mangerei (45 giri) per Astrud Gilberto
- 1972 - Piazza Grande/Convento di pianura (45 giri) per Lucio Dalla
- 1972 - Sulla rotta di Cristoforo Colombo/Un uomo come me (45 giri) per Lucio Dalla
- 1973 - Il giorno aveva cinque teste per Lucio Dalla
- 1974 - Anna Bellanna/Pezzo zero (45 giri) per Lucio Dalla
- 1975 - Anidride solforosa per Lucio Dalla
- 1975 - Ti fa bella l'amore per Nicola Di Bari
- 1976 - Automobili per Lucio Dalla
- 1976 - Trapezio per Renato Zero
- 1977 - Come è profondo il mare per Lucio Dalla
- 1977 - Zerofobia per Renato Zero
- 1978 - Nuntereggae più per Rino Gaetano
- 1978 - E tu come stai? per Claudio Baglioni
- 1978 - Zerolandia per Renato Zero
- 1978 - ...e allora senti cosa fò per Stefano Rosso
- 1978 - Leano Morelli per Leano Morelli
- 1979 - Charlie è una lenza per Corrado
- 1979 - Camminando e Cantando per Marcella Bella
- 1980 - Tregua per Renato Zero (doppio album - arrangiato insieme a Piero Pintucci)
- 1980 - A proposito di me per Alessio Colombini
- 1981 - ...e noi amiamoci per Sergio Endrigo
- 1981 - Complicità per Farida.

## Canzoni
Viene indicato solo il primo interprete, gli eventuali collaboratori nella composizione della musica e gli autori del testo.
- 1967 - Bisogna saper perdere per Lucio Dalla e The Rokes (testo di Giuseppe Cassia)
- 1968 - Le opere di Bartolomero per The Rokes (testo di Sergio Bardotti)
- 1967 - Israel per Gianni Morandi con Bruno Zambrini (testo di Franco Migliacci)
- 1968 - Una lacrima per Giusy Balatresi (testo di Giancarlo Bigazzi)
- 1968 - La bambola per Patty Pravo con Bruno Zambrini (testo di Franco Migliacci)
- 1976 - Piccolo per Fiorella Mannoia (testo di Sergio Bardotti)
- 1978 - Se devo andare via per Anna Oxa con Cesare Di Natale  (testo di Ivano Fossati)
- 1979 - Martin Eden per Billie Hughes (testo di Billie Hughes)[7]
- 1981 - Danzerò per Renato Zero con Renato Zero (testo di Renato Zero)
- 1981 - Cucciolo per Luciano Rossi (testo di Luciano Rossi)